# Пантеон (боги)
Пантеон (від грец. Πάνθειον — «(храм) всіх богів») — група богів, що належать до однієї релігії чи міфології.

## Загальноіндоєвропейський пантеон
Кожній касті відповідало своє божество: наприклад, у жерців це був грізний, але справедливий бог-суддя (Зевс  — Юпітер  — Одін  — Арамазд  — Міхр  — Мітра  — Варуна), у воїнів — бог війни (Тор  — Марс  — Арес  — Ваагн  — Індра  — Перун  — Пяркунаса), у хліборобів — бог родючості (Фрейр  — Квірін  — Велес).

## Грецький пантеон
Деякі дослідники відмічають, що в олімпійській міфології не панує індоєвропейська основа, інші це спростовують.

## Римський пантеон
Близько III ст. до н.е. римляни стали ототожнювати своїх богів з олімпійськими. Так, бог Юпітер   прирівнювався до грецького Зевса,  Юнона з Герою, Мінерва з Афіною, Марс з Арес та ін.

## Слов'янський пантеон
Пантеон князя Володимира
- Перун — головний Бог, заступник князя та дружини, також громовержець[6].
- Хорс — уособлене сонце[7]
- Дажбог — сонячне божество, заступник Руської землі та руських людей від князя до землероба[8]
- Симаргл — бог місяця, посередник поміж небом та землею.
- Стрибог — бог вихору та бурі.
- Мокош — жіноче божество, заступниця прядіння та ткацтва[9].

Інші боги Давньої Русі
- Волос ~ Велес — часто ототожнюються, проте за джерелами у них різні функції:
  - Волос — покровитель худоби[10]. Змінився Святим Власієм.
  - Велес — Бог торгівлі, музики, мистецтва, поезії, лісу та лісових духів, а також тварин.
- Род  — творець всього живого.
- Сварог — господар небесних чертогів та небесної кузні (слово «сварга» часто перекладається як «небо»)
- Ярило — Бог Весняного Сонця, розквіту природи, родючості, пристрасті, часто зображався з мечем.

## Балтійський пантеон
- Діевас — Верховний Бог (пор. з ведійським Дьяусом).
- Діевас Сяняліс — прояв Бога. Згідно з деякими реконструкціями — окреме божество, вчитель та наставник людей. Виглядає як старий жебрак подорожній. Вправний у магії та медицині.
- Праамжюс — епітет Бога.
- Аушріне — Ранкова Зірка, богиня, дочка Бога-Діеваса (дьявайте). Богиня ранку. Образ має чисельні паралелі з ведійською Ушас, грецькою Еос, римською Авророю. Інше ім'я — Аушра («зоря»).
- Далія — богиня долі і прядіння
- Габія — богиня, яка підтримує Священний Вогонь, дочка Бога (дьявайте).
- Лайма — богиня долі та успіху.
- Мену — Місяць, син Бога (дьявайтіс)
- Перкунас — Громовержець, син Бога (дьявайтіс) (пор. слов. Перун).
- Саулі — Сонце (слово споріднене зі слов'янською назвою сонця).
- Ашвьяняй — божественні близнята, керівничі вози Сонця (пор. з ведійськими Ашвінами).
- Вакаріне — Вечірня Зоря.
- Вітаутус — бог, що доглядає за кіньми.
- Жеміна — богиня, персоніфікована земля (пор. земля).
- Пізюс — бог подружньої любові та плодючості.
- Дяйвес Валдітойос (лит. Богиня яка володарює) — богиня, яка плете нитку людських життів. У неї є сім сестер. За функціями схожа з грецькими мойрами та скандинавськими норнами. Пов'язана з Далією та Лаймою.
- Жвайгждес — зірки, діти Сонця-матері і, зазвичай, Місяця-батька. Одна з найважливіших зірок — Аушріне. Інші зірки, сестри Аушріне, менш важливі, але вони, такі як Вакаріне або Вакар (вечірня Венера, що готує постіль для Саулі (Сонця), Індрая (Юпітера), Селія (Сатурна), Жьяздре (Марса) і Вайвора (Меркурія), часом трапляються в міфах також.